# 聖克萊門特島
43°09′58″N 16°22′30″E / 43.16611°N 16.37500°E
聖克萊門特島是克羅地亞的島嶼，位於亞得里亞海，由斯普利特-達爾馬提亞縣負責管轄，面積5.28平方公里，海岸線長度29.89公里，島上無人居住。